# Grażyna Gajewska
Grażyna Gajewska (ur. 1970) – z wykształcenia literaturoznawczyni, doktor habilitowany w zakresie nauk humanistycznych. Autorka i współredaktorka książek oraz artykułów z zakresu kultury współczesnej, transhumanizmu, posthumanizmu, antropologii rzeczy. Pracuje na Uniwersytecie im. Adama Mickiewicza.

## Życiorys
Absolwentka Instytutu Historii Uniwersytetu im. Adama Mickiewicza w Poznaniu. W 2002 r. uzyskała stopień naukowy doktora w zakresie literaturoznawstwa na Uniwersytecie Łódzkim. W 2011 r. uzyskała tytuł dra hab. z zakresu literaturoznawstwa, a następnie prof. UAM. Laureatka Narodowego Centrum Nauki (OPUS 5) i Polsko-Niemieckiej Fundacji na Rzecz Nauki. Od 2010 r. członkini rady programowej Interdyscyplinarnego Centrum Badań Płci Kulturowej i Tożsamości na UAM.

## Zainteresowania badawcze
Interesuje się nie-antropocentrycznymi nurtami w badaniach (post)humanistycznych i społecznych, m.in. antropologią cyborgów (cyborg anthropology), antropologią rzeczy, nowym materializmem, posthumanizmem; prezentuje interdyscyplinarne podejście do budowania wiedzy o kulturze współczesnej – zwłaszcza relacjami literaturoznawstwa z antropologią kulturową, naukami o sztuce, filozofią. W tym względzie jej teksty inspirowane są głównie podejściem Donny J. Haraway określanym jako SF: fantastyka naukowa (science fiction), feminizm spekulatywny (speculative feminism), futurologia (science fantasy), eksperyment fabularny (speculative fabulation), fakt naukowy (science fact), rozciągliwość, wielość znaczeń (string figures). Podejście to zauważalne jest w wielu jej publikacjach i działaniach.
Organizowane przez nią konferencje naukowe połączone są z wystawami sztuki oraz dyskusjami wokół wyzwań współczesności.
- „Modernizm w lustrze współczesności” we współpracy z Akademią Sztuk Pięknych w Poznaniu (dzisiaj Uniwersytetem Artystycznym) konferencja i wystawa odbywała się pośród mebli ze szkoły Bauhaus i Thonet (2005 rok).
- „Karnawał cyborgów” we współpracy z Akademią Sztuk Pięknych w Poznaniu (dzisiaj Uniwersytetem Artystycznym) oraz Galerią Działań w Warszawie (2007)
- „Przestrzenie kultury komiksowej” międzynarodowa konferencja zorganizowana we współpracy z Rafałem Wójcikiem. Konferencji towarzyszyła wystawa prezentowana w Bibliotece Uniwersyteckiej UAM w Poznaniu i Bibliotece Instytutu Kultury Europejskiej (2010).
- współpracowała z ośrodkiem Gedenkstätte Hadamar w Niemczech w ramach polsko-niemieckiego projektu Akcja T-4 w Wielkopolsce: pseudoeutanazja w szpitalu Dziekanka w Gnieźnie, czego efektem były publikacje, wystawy, prelekcje. (latach 2014–2016)
- sprawowała opiekę merytoryczną z ramienia Fundacji Mury nad projektami popularnonaukowymi „Nad podziałami; Artystyczna Droga Pokoju”[4] (2014,2015)

## Współpraca międzynarodowa
- udział w kanadyjsko-polsko-niemieckim projekcie „Learning from the Past Teaching for the Future”; w 2005 roku

- staż w Musees de Pontoise (Francja) w ramach „Kapitał ludzki. Narodowa strategia spójności” w 2015 roku

- wymiana akademicka w ramach Erasmus+: Ernst-Moritz-Arndt-Universität Greifswald (Niemcy), University of Salento(inne języki) in Lecce (Włochy), Tel Aviv University (Izrael), Utrecht University (Holandia).

- projekty popularnonaukowe w ramach umowy z Fundacją Współpracy Polsko-Niemieckiej w 2014 roku

## Wybrane publikacje
- Bezużyteczni. Studia nad losami chorych i upośledzonych psychicznie w okresie rządów nazistowskich, Poznań-Gniezno: Wydawnictwo ABC 2016, s. 171, ISBN 978-83-65287-19-9.

- książka ukazała się także w j. niemieckim: Unproduktive Esser. Studien über das Schicksal der Kranken und psychisch Belasteten unter der NS Herrschaft, na j. niemiecki tłumaczyli: Krzysztof Mausch, Maximilian Weiß, Poznań: Wydawnictwo Naukowe UAM 2017, s. 153, ISBN 978-83-232-3229-2.

- Erotyka sztucznych ciał z perspektywy studiów nad rzeczami, Poznań-Gniezno: Wydawnictwo ABC 2016, s. 214, ISBN 978-83-65287-08-3.

- Kulturowy bricolage (po)nowoczesnej Europy Zachodniej. Symptomy przesilenia od połowy XIX wieku do współczesności, [współredakcja z Marią Tomczak], Gniezno: Instytut Kultury Europejskiej, seria: Gnieźnieńskie Prace Humanistyczne, tom IV, 2015, s. 226, ISBN 978-83-60251-99-7.

- KOntekstowy MIKS. Przez opowieści graficzne do analiz kultury współczesnej, [współredakcja z Rafałem Wójcikiem], Poznań: Wydawnictwo PTPN 2011, s. 426, ISBN 978-83-7654-043-6.

- Arcy-nie-ludzkie. Przez science fiction do antropologii cyborgów, Poznań: Wydawnictwo Naukowe UAM 2010, s. 318, ISBN 978-83-232-2141-8.

- Maski dziejopisarstwa. Współczesne formy reprezentacji przeszłości, Gniezno: Wydawnictwo CEG 2002, s. 280, ISBN 83-918082-0-3.
- Eroticism of More- and Other-than-Human Bodies. A Study of the Anthropology of Things, New York: Palgrave Macmillan 2020, p. 208, ISBN 978-3-030-54041-8

## Wybrane artykuły
- Człowiek/zwierzę/roślina/maszyna – perspektywa posthumanistyczna, „Studia Europaea Gnesnensia” 4/2011, s. 225-245[5].

- Postpamięć jako marzenie senne – Achtung Zelig! Druga wojna Krzysztofa Gawronkiewicza i Krystiana Rosenberga, „Images. The International Journal of European Film, Performing Arts and Audiovisual Communication” Vol. IX, nr 17-18/2011, s. 69-82[6].

- Uwiedzeni przez manekiny, czyli o erotyce sztucznych ciał (na przykładzie opowiadania Płaszcz Józefa Olenina Eugéne’a Melchiora de Vogüégo), „Przestrzenie Teorii” 16/2011, s. 69-80[7].

- Science fiction w metaforyzowaniu świata postindustralnego i postbiologicznego, „Zagadnienia Rodzajów Literackich”, t. LIV, z. 2 (108), s. 437–454.

- The Image of a Cybercity in William Gibson’s “Neuromancer”. The cybernetic City, in: Industriekulturen: Literature, Kunst und Gesellschaft, Hrsg.: Marcin Gołaszewki, Kalina Kupczyńska, Frankfurt am Main: Peter Lang 2012, p. 345-353.

- Przyroda(i)kultura w epoce antropocenu, „Przestrzenie Teorii” 17/2012[8], s. 105–114.

- Estetyka technociał, „Studia Europaea Gnesnensia” 6/2012[9], s. 123–138.

- O przedmiotach nacechowanych erotycznie z perspektywy studiów nad rzeczami, „Teksty Drugie” 1-2/2013[10], s. 45–69.

- Światopoglądowa i stylistyczna katachreza Michela Foucaulta i Donny Haraway, „Studia Europaea Gnesnensia” 8/2013[11], s. 159–177.

- Konflikty i przymierza ciała z technologią – na przykładzie sztuk plastycznych, w: Konflikty w przestrzeni kulturowej, pod red/ Zdzisława Biegańskiego, Łukasza Jureńczyka, Joanny Szczutkowskiej, Bydgoszcz: Wydawnictwo Uniwersytetu Kazimierza Wielkiego 2015, s. 87–103.

- O władzy ludzi nad zwierzętami w kulturze zachodniej – perspektywa posthumanistyczna, „Studia Europaea Gnesnensia” 11/2015[12], s. 213–234.
- Maskarada płci, czyli nie-kobieta udająca kobietę, „Miscellanea Anthropologica et Sociologica 2017, 2/2018[13], s. 53–64